# Praza do Azcárraga
Praza do Azcárraga är ett monument i Spanien.   Det ligger i provinsen Provincia da Coruña och regionen Galicien, i den nordvästra delen av landet, 500 km nordväst om huvudstaden Madrid. Praza do Azcárraga ligger 25 meter över havet.
Terrängen runt Praza do Azcárraga är huvudsakligen platt, men söderut är den kuperad. Havet är nära Praza do Azcárraga norrut.  Närmaste större samhälle är A Coruña, 0,25 km nordväst om Praza do Azcárraga. 